# Mińsk Mazowiecki (Landgemeinde)
Die gmina wiejska Mińsk Mazowiecki ist eine selbständige Landgemeinde in Polen im Powiat Miński in der Woiwodschaft Masowien. Ihr Sitz befindet sich in der Stadt Mińsk Mazowiecki. Die Landgemeinde, zu der die Stadt Mińsk Mazowiecki selbst nicht gehört, hat eine Fläche von 112,3 km², auf der (Stand: 31. Dezember 2020) 15.673 Menschen leben.

## Geographie

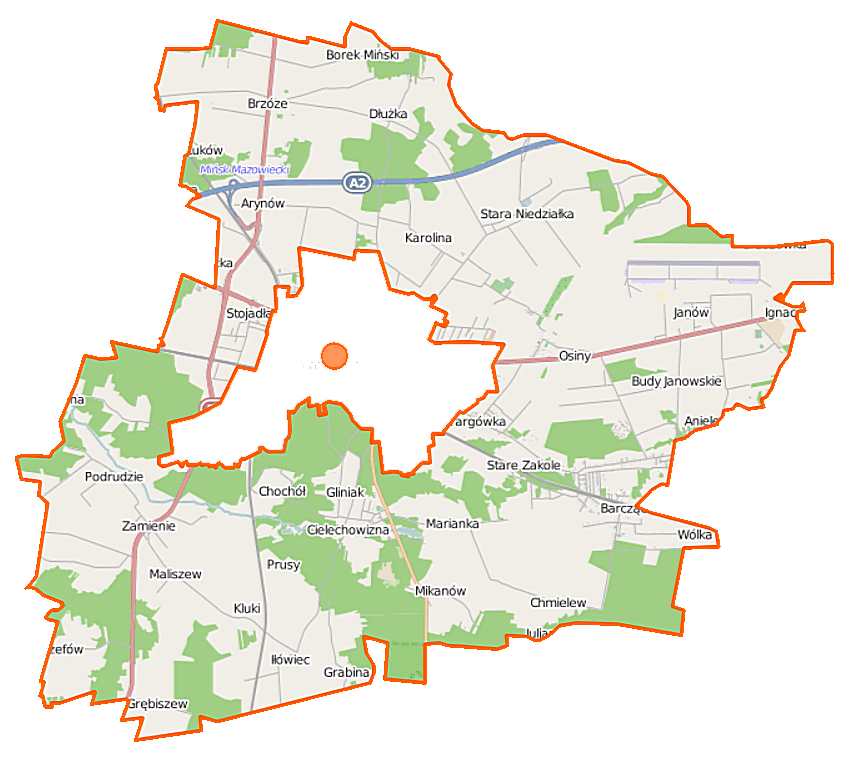
Karte der Landgemeinde

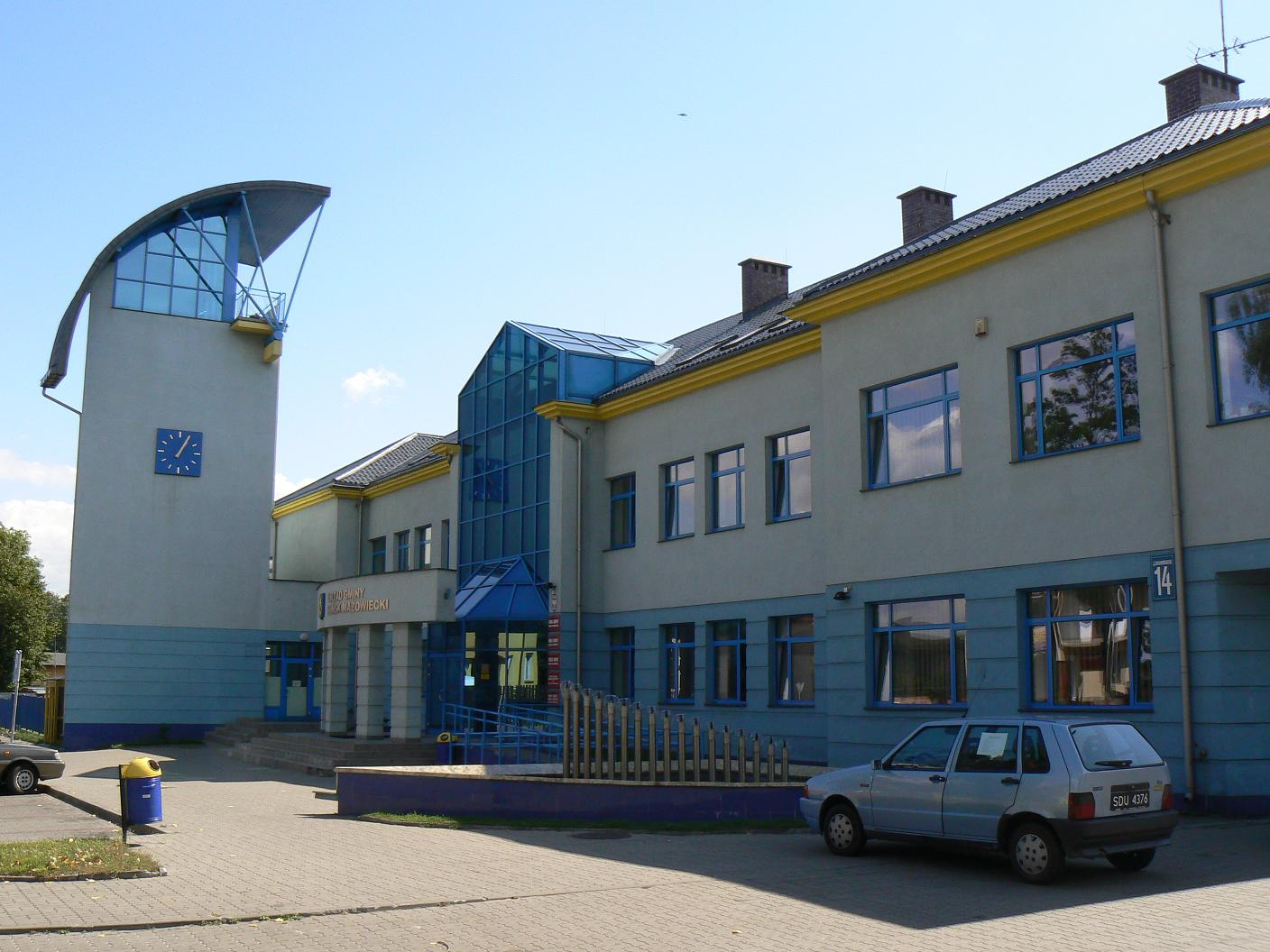
Das Amtsgebäude der Landgemeinde

Das Gebiet der Landgemeinde umgibt die Stadt Mińsk Mazowiecki an allen Seiten.

## Geschichte
Von 1975 bis 1998 gehörte die Landgemeinde zur Woiwodschaft Siedlce.

## Gemeindegliederung
Die Landgemeinde Mińsk Mazowiecki besteht aus 40 Schulzenämtern und weiteren Ortschaften:
Anielew • Arynów • Barcząca • Borek Miński • Brzóze • Budy Barcząckie • Budy Janowskie • Chmielew • Chochół • Cielechowizna • Dziękowizna • Dłużka • Gamratka • Gliniak • Grabina • Grębiszew • Huta Mińska • Ignaców • Iłówiec • Janów • Józefów • Karolina • Karolina-Koloni • Kluki • Kolonia Janów • Królewiec • Maliszew • Marianka • Mikanów • Niedziałka Druga • Nowe Osiny • Osiny • Podrudzie • Prusy • Stara Niedziałka • Stare Zakole • Stojadła • Targówka • Tartak • Wólka Iłówiecka • Wólka Mińska • Zakole-Wiktorowo • Zamienie und Żuków.